# 女人、火与危险事物
《女人、火与危险事物：范畴显示的心智》是认知语言学家乔治·莱考夫的著作，1987年由芝加哥大学出版社初版。此书提出了一个基于语义学的认知模型。它还强调了隐喻的中心地位，把隐喻定义为从一个领域到另一个领域的认知结构的映射。 《女人、火与危险事物》探究了概念隐喻（认知隐喻）对几种语言的语法本身的影响，包括文化特定的和人类普遍的；以及传统逻辑实证主义或者分析哲学中常用于解释或描述科学方法的“范畴”这一哲学概念的局限的证据。
《女人、火与危险事物》的标题来自于迪尔巴尔语对名词的分类：女人、水、火、暴力和一些动物被分在同一类中。